# Антиопа (Асопова кћерка)
Антиопа (грч. Ἀντιόπη) је у грчкој митологији била кћерка речног бога Асопа или тебанског краља Никтеја и Поликсе.

## Митологија
Била је изузетно лепа жена и привукла је врховног бога Зевса. Према Аполодору, била је кћерка Никтеја, краља Тебе. Када ју је Зевс силовао прерушен у Сатира, побегла је краљу Сикиону или Епопеју, који ју је оженио дирнут њеном лепотом и беспомоћношћу. То је изазвало рат у коме је Никтеј био убијен. Или је Никтеј извршио самоубиство након кћеркиног бекства, а свог брата Лика пред смрт заветовао да га освети. Лик је убрзо успео да победи Сикионце у крвавој бици, заузме град и врати у Тебу Антиопу као удовицу. Пошто се породила у жбуну поред пута и добила близанце Амфиона и Зета, Лик их је одмах оставио на планини Китерон. У годинама које су уследиле, трпела је суровост своје стрине Дирке, која је била љубоморна на њену лепоту. Најзад, Антиопа је успела да побегне из затвора, уз Зевсову помоћ који је наредио оковима да се раскину. Дошла је до колибе у којој су живели њени синови. Колиба је припадала кравару који их је нашао остављене и довео их к себи, те одгајио. Међутим, сматрајући да је Антиопа одбегла робиња, они нису хтели да јој пруже склониште. Ускоро је стигла и Дирка са баханалија, која је зграбила Антиопу и одвукла је са собом. Међутим, кравар је младиће упозорио да ће их напасти фурије, јер нису помогли рођеној мајци. Зато су они појурили за Дирком, убили је, а мајку ослободили.
Према Аполонију са Рода и у Хомеровој „Одисеји“, Антиопин отац био речни бог Асоп. Једне ноћи је краљ Сикиона, прерушен у њеног
стрица, дошао и облежао је. Лик, који је био њен супруг, због тога се развео од Антиопе и оженио Дирком. Тада ју је завео Зевс и она је остала трудна. Дирка, сумњајући да је то Ликово дело, затворила је Антиопу у мрачну тамницу, али ју је ослободио Зевс, пред сам порођај. Када је родила близанце, сви су нашли уточиште код кравара. Када су дечаци одрасли, мајка је тражила освету и они су пронашли Дирку како слави бога Диониса и убили је. Међутим, према писању Паусаније, Дионис се осветио за убиство своје обожаватељке. Учинио је да она полуди и да тако лута по читавој Грчкој. Такву ју је пронашао Сизифов унук Фок, који ју је излечио и њоме се оженио. Сахрањена је са њим у заједничку гробницу. Овај гроб је приказиван на Парнасу.
Осим Амфиона и Зета, према неким изворима, њена деца су била и Енопа и Маратон. Међутим, њих је имала са Епопејем. Према многим ауторима, међу којима су и Аполодор, Хомер, Хигин и Овидије, њену сен је видео Одисеј и био је усхићен што види лик племените даме.

## Тумачење
Роберта Гревса, Антиопа, која је срећно избављена из тамнице и мргодна Дирка, подсећају на Кору (Персефону), коју прати Хеката. Антиопино име значи „она која се супротставила“, јер је на светим иконама представљена тако да јој је лице окренуто небу, а не земљи, односно подземном свету. Она је била Никтејева кћерка, Никтеида, зато што је изашла из мрака (Никс је персонификација ноћи). Диркино и Антиопино лудило у планини сматрало се Баховим оргијама; заправо, то су биле оргије култа обада у којима су се учеснице понашале као јунице Месечеве Богиње када је жега. Антиопини синови су краљевски близанци, које је родила Месечева Богиња, односно свети краљ и његов војсковођа.